# Ulisse (Oper)
Ulisse (deutsch: Odysseus) ist eine Oper in einem Prolog und zwei Akten von Luigi Dallapiccola (Musik) mit einem eigenen italienischen Libretto nach Homers Odyssee und anderen Quellen. Die Uraufführung fand am 29. September 1968 in der Deutschen Oper Berlin in einer deutschen Übersetzung von Carl-Heinrich Kreith statt.

## Handlung

### Prolog
Erste Episode (Calypso): Strand auf der Insel Ogygia, weiter Horizont. Ulisse (Odysseus) hat die Nymphe Calypso, der er zuvor seine Liebe versprochen hatte, verlassen. Auf das Meer schauend beweint sie seinen Verrat. Sie fragt sich, was er wohl noch mehr ersehnt haben könnte als das ewige Leben, das sie ihm bot. War es das Verlangen nach immer Neuem, über das er staunen konnte? Ihm wird nur die Einsamkeit bleiben.
Zweite Episode (Poseidon). Ein Orchesterzwischenspiel schildert, wie Ulisses Feind Poseidon sein Schiff durch einen Sturm zum Kentern bringt.
Dritte Episode (Nausicaa): Strand auf der Insel der Phäaken; Gehölz im Hintergrund. Während eines Ballspiels mit ihren Mägden erzählt Prinzessin Nausicaa, dass sie im Traum ihren zukünftigen Gatten gesehen habe, einen unbekannten Mann mit dem Antlitz eines Gottes. Er sei aus dem Meer gestiegen, habe ihr Komplimente gemacht und sei dann ohne Abschied verschwunden. Als sie versehentlich den Ball in einen Busch wirft, erscheint dahinter Ulisse, nur dürftig mit Zweigen bekleidet. Nausicaa sieht in ihm den Mann aus ihrem Traum. Ulisse kniet vor ihr nieder. Sie fordert sie ihn auf, ihr zu ihrem Vater, König Alcinoo, zu folgen.

### Erster Akt
Erste Szene: Großer Saal in Alcinoos Palast; im Hintergrund das Meer. Alcinoo und seine Gäste lassen sich vom Sänger Demodoco unterhalten. Dieser erzählt von den Geschehnissen nach dem Fall Trojas: Der trojanische König Agamemnon sei grausam durch das Beil des Aigisthos umgekommen. Ulisse gelte seit seiner Abreise aus Troja als verschollen. In seiner Heimat werde ihn wohl niemand mehr erkennen und sich niemand mehr an ihn erinnern. Nur die Dichter wissen noch von ihm. Unterdessen haben Ulisse und Nausicaa unbemerkt den Saal betreten. Als Alcinoo den Gast nach seinem Namen fragt, gibt Ulisse sich zu erkennen und beginnt, von seinen Erlebnissen zu erzählen.
Zweite Szene (die Lotophagen): Strand mit einem Hügel auf der rechten Seite; Ulisses Schiff landet an; Morgen. Ulisse versucht, seinen von den vergangenen Erlebnissen traumatisierten Gefährten wieder Mut zu machen. Sie sehnen sich zurück nach ihrer Heimat Ithaka. Ulisse hingegen hat sich damit abgefunden, dass sein Schicksal in einer langen Reise über das Meer liegt. Von ferne erklingen die Stimmen der Lotophagen, die kurz darauf die Bühne betreten. Sie sind durch die Früchte des dort wachsenden Lotosbaums berauscht und kennen dadurch weder Schmerzen noch Furcht. Obwohl Ulisse seine Gefährten vor dem Genuss dieser Frucht warnt, essen einige von ihnen davon. Ulisse reist mit den übrigen ab.
Dritte Szene (Circe): Blühende Landschaft auf der Insel Aiaia; Mittag. Ulisse schaut nachdenklich auf das Meer hinaus. In der Nähe schläft die Zauberin Circe. Ulisse lebt seit bereits über einem Jahr bei ihr, doch nun verspürt er den Ruf des Meeres. Als Circe erkennt, dass sie ihn nicht aufhalten kann, offenbart sie ihm aus Rache, dass der Grund für seine Irrfahrt nicht in äußeren Zwängen, sondern in ihm selber liege. Auch in Ithaka werde er keinen Frieden finden.
Vierte Szene (das Reich der Kimmerer); Unterwelt; Nacht. Ulisse ist mit einigen Gefährten in den Hades hinabgestiegen. Chöre von Schatten beklagen ihr ewiges Leiden. Ulisse hofft, hier den Seher Tiresia zu finden, den er über sein Schicksal befragen will. Stattdessen trifft er unerwartet auf seine Mutter Anticlea, die aus Kummer über sein Verschwinden starb. Es gelingt ihm nicht, ihren Schatten zu umarmen, bevor er wieder verschwindet. Weitere Schatten erscheinen, darunter auch der blinde Tiresia. Er prophezeit Ulisse, dass er zwar in der Heimat seinen Sohn und seine Frau wiedersehen, anschließend aber wieder auf dem Meer umherirren werde.
Fünfte Szene. Saal in Alcinoos Palast. Ulisse setzt seine Erzählung mit der Begegnung mit Skylla und Charybdis fort und beendet sie mit dem von Poseidon geschleuderten Blitz, der sein Schiff vernichtete. Alcinoo verspricht ihm, ihn seine Heimat Ithaka zu geleiten. Nausicaa verabschiedet sich von ihm mit der Bitte, in der Heimat gelegentlich an sie zu denken.

### Zweiter Akt
Erste Szene (Ithaka). Platz zwischen Hügeln; im Hintergrund die Hütte des Sauhirten Eumeo. Seit Ulisse als verschollen gilt, wird seine Frau Penelope von den Freiern Antinoo, Pisandro und Eurimaco bedrängt. Diese sind mit der Dirne Melanto verbündet und beabsichtigen, Ulisses Sohn Telemaco auf seinem Schiff zu töten. Für den Abend planen sie ein Fest, für das der in ihre Dienste gezwungene Eumeo, der Ulisse noch immer treu ergeben ist, Essen liefern soll. Nachdem sich die Freier zurückgezogen haben, erscheint der als Bettler verkleidete Ulisse. Eumeo bewirtet ihn freundlich, obwohl weder er noch Melanto ihn erkennen. An Feuerzeichen auf den Hügeln erkennt Eumeo, dass Telemaco dem Anschlag der Freier entkommen konnte. Nachdem Melanto sich verabschiedet hat, trifft Telemaco ein. Auch er erkennt seinen Vater nicht.
Zweite Szene. Innenhof vor dem Palast; geschlossene rote Vorhänge zwischen den Säulen; an einer Säule hängt Ulisses Bogen; Nacht. Ulisse nähert sich vorsichtig. Er ist traurig darüber, dass ihn nicht einmal sein eigener Sohn erkannte. Aus einem der Fenster erklingt die Stimme Penelopes, die von der ersehnten Rückkehr ihres Mannes singt. Melanto versucht, Antinoo vor dem unbekannten Ankömmling zu warnen, da sie in seinen Augen Hass und Rache sieht. Antinoo verspürt jedoch keine Angst. Er hält den vermeintlichen Bettler für einen Niemand.
Dritte Szene. Die Vorhänge werden geöffnet. Die Freier und ihre Gäste, darunter viele junge Frauen, versammeln sich in dem dahinter liegenden Raum zum Bankett. Ulisse hat unter der Säule mit seinem Bogen Platz genommen. Während die Freier ausgelassen feiern, bleibt Melanto ängstlich. Sie ist beunruhigt über die Feuer auf den Hügeln und die Augen des Bettlers und verspürt auch keine Lust zum Tanzen. Antinoo bittet sie, ihm den Bogen zu bringen, den nur Ulisse spannen konnte. Die Freier drängen sie erneut zum Tanz. Sie beginnt erst träge, wird dann aber immer wilder. Auf einmal ist die Sehne des Bogens um ihren Hals gewickelt. Sie stößt einen Schrei aus. Im selben Augenblick erscheint Telemaco mit seinem Schwert. Melanto schleudert den Bogen fort. Er fällt neben Ulisse zu Boden. Telemaco erzählt, wie es ihm gelang, den vermeintlichen Piraten zu entkommen. Als Antinoo ihn mit geheuchelter Freundschaft bittet, sein Schwert abzulegen und sich zu ihnen zu setzen, reagiert er nicht darauf. Unterdessen hat Ulisse seine Verkleidung abgelegt und den Raum betreten. Die Zeit für seine Rache ist gekommen. Als erstes lässt er Melanto von Eumeo und den ihm treu gebliebenen Sklaven abführen. Sie soll gehenkt werden. Dann ergreift er seinen Bogen und tötet die Freier. Penelope ruft mehrfach seinen Namen. Die beiden blicken sich intensiv an.
Sinfonisches Zwischenspiel.
Letzte Szene (Epilog). Offenes Meer; sternenklare Nacht. Ulisse hat sich auf einem kleinen Boot wieder dem Meer anvertraut. Nachdem er auch in der Heimat keine Ruhe finden konnte, versucht er vergeblich, den Sinn seiner Fahrten zu ergründen. Wie durch eine Erleuchtung kommt ihm plötzlich der Gedanke an Gott. Er erkennt beruhigt: „Nie mehr einsam sind nun mein Herz und das Meer.“

## Gestaltung

### Orchester
Die Orchesterbesetzung der Oper umfasst die folgenden Instrumente:
- Holzbläser: Piccoloflöte, drei Flöten (3. auch Flöte in G und 2. Piccolo), zwei Oboen, Englischhorn, Es-Klarinette, zwei Klarinetten in B, Bassklarinette in B, Altsaxophon in Es, Tenorsaxophon in B, zwei Fagotte, Kontrafagott
- Blechbläser: vier Hörner in F, drei Trompeten in C, Basstrompete in C, drei Posaunen, Kontrabasstuba
- zwei Harfen
- Celesta, Glockenspiel, Klavier, Vibraphon, Xylomarimba, Xylophon, Orgel
- Pauken, Schlagzeug: drei Glocken (hoch, mittel, tief), zwei Becken, drei Hängebecken (klein, mittel, groß), drei Tamtams (klein, mittel, groß), drei Tempelblöcke (Sopran, Mezzosopran, Alt), drei Tomtoms (Sopran, Mezzosopran, Alt), drei sehr kleine Trommeln (Sopran, Mezzosopran, Alt), kleine Trommel („tamburo ordinario“, auch gedämpft), kleine Trommel („tamburo piccolo“), Holztrommel, Militärtrommel, Tamburin, große Trommel, kleine Maracas, Triangel, Peitsche
- Streicher: Violinen 1, Violinen 2, Bratschen, Violoncelli, Kontrabässe

### Text und Musik
Die Handlung verläuft nicht chronologisch, sondern ist wie in einem Epos von erzählten Erinnerungen und Rückblenden durchzogen. Für den dramatischen Aufbau des Werks setzte Dallapiccola romanhafte Techniken in der Art der von ihm bewunderten Autoren James Joyce oder Marcel Proust ein. Die drei Mittelszenen des zweiten Akts schildern in Form einer Erzählung Episoden von Ulisses Irrfahrten in Form eines Tageszyklus’ mit den Stationen Morgen, Mittag und Nacht. Die zweite Szene des Prologs und die Rahmenszenen des ersten Akts spielen in der Vergangenheit. Nur der zweite Akt enthält die eigentliche gegenwärtige Handlung, in der sich die Prophezeiung des Tiresia aus der großen Hades-Szene erfüllt. Letztere bildet das Zentrum der insgesamt dreizehn Szenen. Diese sind formal und thematisch streng symmetrisch angeordnet. Da erste Bild des Prologs und die Schlussszene beziehen sich auf die Einsamkeit und das Meer. Die zweite und die vorletzte Szene sind Orchesterzwischenspiele. Die Nausicaa-Szene (Prolog:3) und die Melanto-Szene (II:3) enthalten Tänze oder Spiele. In den Szenen I:1 und II:2 spielt jeweils der Name „Niemand“ eine Rolle. Die Szenen I:2 und II:1 sind von Heiterkeit geprägt. Die Szenen I:3 und I:5 schließlich enthalten einen Abschied.
Ein zentrales Thema ist die Darstellung verschiedener Aspekte von Weiblichkeit mit Ulisse als negativem Gegenpol. Anders als im Mythos ist der ihm feindlich gesinnten Gott Poseidon keine konstante tödliche Bedrohung. Sie bewirkt eher den Verlust seiner Selbstsicherheit. Ulisse vermeidet es, seinen Namen oder das Wort „ich“ zu nennen. Selbst nach seinem Sieg über die Freier kehrt er unsicher auf das Meer zurück. Die anderen Figuren existieren lediglich als symbolhafte Charaktere. Sie dienen lediglich der Spiegelung von Ulisses Gefühlen und besitzen mit Ausnahme seiner Mutter Anticlea keinerlei Individualität. Dallapiccola ließ Calypso und Penelope, Circe und Melanto sowie Demodoco und Tiresia sogar jeweils von denselben Sängern darstellen.
Für die Musik einschließlich Rhythmus und Instrumentation griff Dallapiccola auf Techniken der Seriellen Musik zurück, einer Weiterentwicklung der Reihentechnik der Zwölftonmusik. Auch diese Methode hat ihren Höhepunkt in der Tiresia-Szene. Den verschiedenen Figuren und Ideen sind jeweils unterschiedliche musikalische Reihen zugeordnet, die ihrerseits durch Permutation aus einer Ausgangsreihe gewonnen wurden. Dennoch verzichtete Dallapiccola nicht auf melodischen und textgebundenen Ausdruck. Die musikalische Ästhetik galt daher zur Entstehungszeit bereits als veraltet.

## Werkgeschichte
Der italienische Komponist Luigi Dallapiccola beschäftigte sich nach eigener Aussage in seinem Essay Die Geburt eines Librettos sein Leben lang mit der Figur des Odysseus. Seine erste Begegnung mit dem Stoff hatte er bereits im August 1912 im Alter von acht Jahren durch den Film Odissea di Omero des Regisseurs Giuseppe De Liguoro. 1938 schlug ihm der Choreograf Léonide Massine eine Ballett-Komposition vor. Dieses Projekt konnte jedoch nicht realisiert werden. Für das Opernfestival Maggio Musicale Fiorentino erstellte Dallapiccola 1941 eine Bearbeitung von Claudio Monteverdis Oper Il ritorno d’Ulisse in patria. Eine eigenständige Oper über dieses Sujet verwirklichte er erst in den 1960er Jahren. Erste Skizzen entstanden im Februar 1960. Den Entschluss zu einer Oper fasste er im Juli desselben Jahres. Er vollendete das Werk am 5. April 1968. Es gilt als sein „summum opus“.
Das Libretto verfasste Dallapiccola selbst. Neben Homers Odyssee ist es besonders von Dante Alighieris Göttlicher Komödie inspiriert. Weitere Quellen waren Episoden aus der Tragödie Agamemnon von Aischylos, Alfred Tennysons The Lotos Eaters von 1898, Gerhart Hauptmanns Der Bogen des Odysseus von 1914, Thomas Manns Roman Joseph und seine Brüder (1933–1942), Konstandinos Kawafis’ Ithaka sowie Verse von Friedrich Hölderlin und Antonio Machado. Sein Ulisse ist ein Mann, der auf der Suche nach seinem spirituellen Schwerpunkt sämtliche Aspekte der menschlichen Erfahrung erfährt. Die in der Oper vorgestellte Antwort stammt von Dallapiccola selbst. Dallapiccola ergänzte nachträglich einige Einlagen für die Szenenwechsel.
Die Uraufführung fand am 29. September 1968 im Rahmen der Berliner Festwochen in der Deutschen Oper Berlin statt. Einige Quellen nennen auch den 22. September. Gespielt wurde eine deutsche Fassung von Carl-Heinrich Kreith unter dem Titel Odysseus. Die musikalische Leitung hatte Lorin Maazel. Chordirektor war Walter Hagen-Groll. Regie führte Gustav Rudolf Sellner. Das Bühnenbild stammte von Fernando Farulli. Es sangen Erik Saedén (Ulisse), Annabelle Bernard (Calypso und Penelope), Catherine Gayer (Nausicaa), Victor von Halem (Alcinoo), Helmut Melchert (Demodoco und Tiresia), Jean Madeira (Circe und Melanto), Hildegard Hillebrecht (Anticlea), José van Dam (Pisandro), Ernst Krukowski (Antinoo), Karl Ernst Mercker (Eurimaco), Loren Driscoll (Eumeo), Barbara Scherler (Telemaco), Gitta Mikes (erste Magd) und Helga Wisniewska (zweite Magd).
Die Kritiken fielen gemischt aus. Bemängelt wurden beispielsweise das Fehlen theatralischer Qualitäten und das gleichförmig langsame Tempo längerer musikalischer Abschnitte. Im Herbst 1969 wurde die Produktion erneut ins Programm genommen.
Weitere nachweisbare Aufführungen waren:
- 20. September 1969: Studioaufführung und Radiosendung von BBC Radio 3 – britische Erstaufführung.[3]
- 1970: Deutsche Oper am Rhein, Düsseldorf – 1972 in Florenz gezeigt.[9][10]
- 1970: Teatro alla Scala, Mailand – in italienischer Sprache; Übernahme der Uraufführungsproduktion.[2][9][11]
- 1971: Rouen, Théâtre des Arts.[9]
- 1976: Paris, Grand Auditorium de Radio France – konzertant; Dirigent: Ernest Bour; mit Claudio Desderi (Ulisse).[12]:3217
- 1980: Oldenburg.[9][13]
- 1986: Turin.[9][14]
- 1987: Holland Festival – konzertant; Dirigent: Zoltán Peskó; mit William Murray (Ulisse).[15]
- 1993: Salzburger Festspiele, Felsenreitschule Salzburg – konzertant; Dirigent: Hans Zender; mit John Bröcheler (Ulisse).[16]
- 2022: Oper Frankfurt – in deutscher Sprache; Dirigent: Francesco Lanzillotta, Regie: Tatjana Gürbaca, Bühne und Licht: Klaus Grünberg, Kostüme: Silke Willrett; mit Iain MacNeil (Odysseus);[8] Auszeichnung als beste Wiederentdeckung bei den International Opera Awards 2022;[17]; der Chor der Oper Frankfurt wurde für seine Mitwirkung in dieser Produktion bei der Kritikerumfrage der Zeitschrift Opernwelt zum „Chor des Jahres“ gewählt.[18]

## Aufnahmen
- 29. September 1968 – Lorin Maazel (Dirigent), Orchester und Chor der Deutschen Oper Berlin.
 Erik Saedén (Ulisse), Annabelle Bernard (Calypso und Penelope), Catherine Gayer (Nausicaa), Victor von Halem (Alcinoo), Helmut Melchert (Demodoco und Tiresia), Jean Madeira (Circe und Melanto), Hildegard Hillebrecht (Anticlea), José van Dam (Pisandro), Ernst Krukowski (Antinoo), Karl Ernst Mercker (Eurimaco), Loren Driscoll (Eumeo), Barbara Scherler (Telemaco), Gitta Mikes (erste Magd), Helga Wisniewska (zweite Magd).
 Live aus Berlin; Mitschnitt der Uraufführung.
 Stradivarius STR 10063 (2 CDs, mono).[19][12]:3216
- 15. Januar 1972 – Zoltán Peskó (Dirigent), Coro e Orchestra Sinfonica della RAI di Roma.
 Renato Cesari (Ulisse), Božena Ruk-Fočić (Calypso und Penelope), Slavka Taskova Paoletti (Nausicaa), Boris Carmeli (Alcinoo), Gerald English (Demodoco und Tiresia), Regine Sarfaty (Circe und Melanto), Radmila Bakočević (Anticlea), Alfredo Giacomotti (Pisandro), Giuseppe Scalo (Antinoo), Carlo Gaifa (Eurimaco), Aldo Bottion (Eumeo), Katia Kolceva (Telemaco), Maria Del Fante (erste Magd), Vittorina Magnaghi (zweite Magd).
 Aufnahme der italienischen Rundfunkgesellschaft RAI.
 CGD Pressing Plant (3 LPs).[20]
- 6. Mai 1975 – Ernest Bour (Dirigent), Orchestre Philharmonique de Radio France, Chœurs du Radio France.
 Claudio Desderi (Ulisse), Colette Herzog (Calypso und Penelope), Denise Boitard (Nausicaa), Louis Hagen-William (Alcinoo), Stan Unruh (Demodoco und Tiresia), Gwynn Cornell (Circe und Melanto), Marjorie Wright (Anticlea), Paul Guigue (Pisandro), William Workman (Antinoo), Jean-Pierre Chevalier (Eurimaco), Schuyler Hamilton (Eumeo), Christopher Wells (Telemaco), Nicole Oxombre (erste Magd), Nicole Robin (zweite Magd).
 Live, konzertant aus dem Grand Auditorium de Radio France in Paris.
 Naïve AV 4690 (T02) (2 CDs).[12]:3217
- 13. Juni 1987 – Zoltán Peskó (Dirigent), Netherlands Radio Symphony Orchestra Hilversum, Boys’ Chorus of the Sint Bava Cathedral Haarlem.
 William Murray (Ulisse), Judith Beckmann (Calypso und Penelope), Valeria Esposito (Nausicaa), Wout Osterkamp (Alcinoo), Peter Haage (Demodoco und Tiresia), Jard van Nes (Circe und Melanto), Victoria Schneider (Anticlea), Bernard Kruysen (Pisandro), Charles van Tassel (Antinoo), Ad van Baasbank (Eurimaco), Hein Meens (Eumeo), Camilla Ueberschaer (Telemaco).
 Live, konzertant vom Holland Festival.[15][12]:3215